# 小行星5305
小行星5305（英語：5305）是一颗围绕太阳公转的小行星。1978年11月7日，舒爾特·巴斯、埃莉諾·赫琳在帕洛马山发现了此天体。
这颗小行星的绝对星等为14.64017等。